# Jared Sparks
 (juin 2019).
Jared Sparks (10 mai 1789 - 14 mars 1866) est un historien américain qui a été président du Harvard College entre 1849 et 1853 (à présent Université Harvard) aux États-Unis.